# Libanon i olympiska vinterspelen 1992
Libanon deltog med fyra deltagare vid de olympiska vinterspelen 1992 i Albertville. Ingen av landets deltagare erövrade någon medalj.